# 月壇

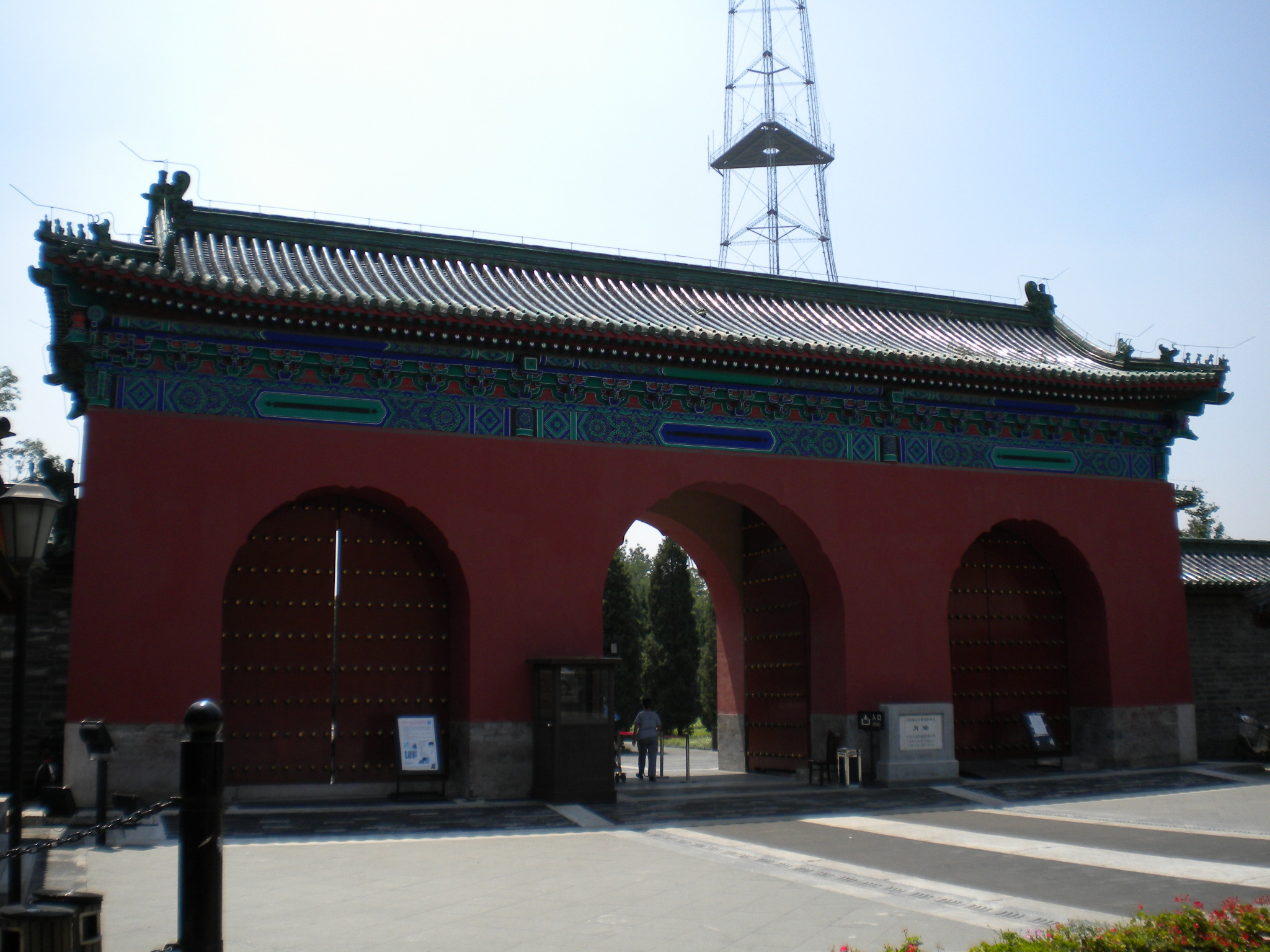
北天門

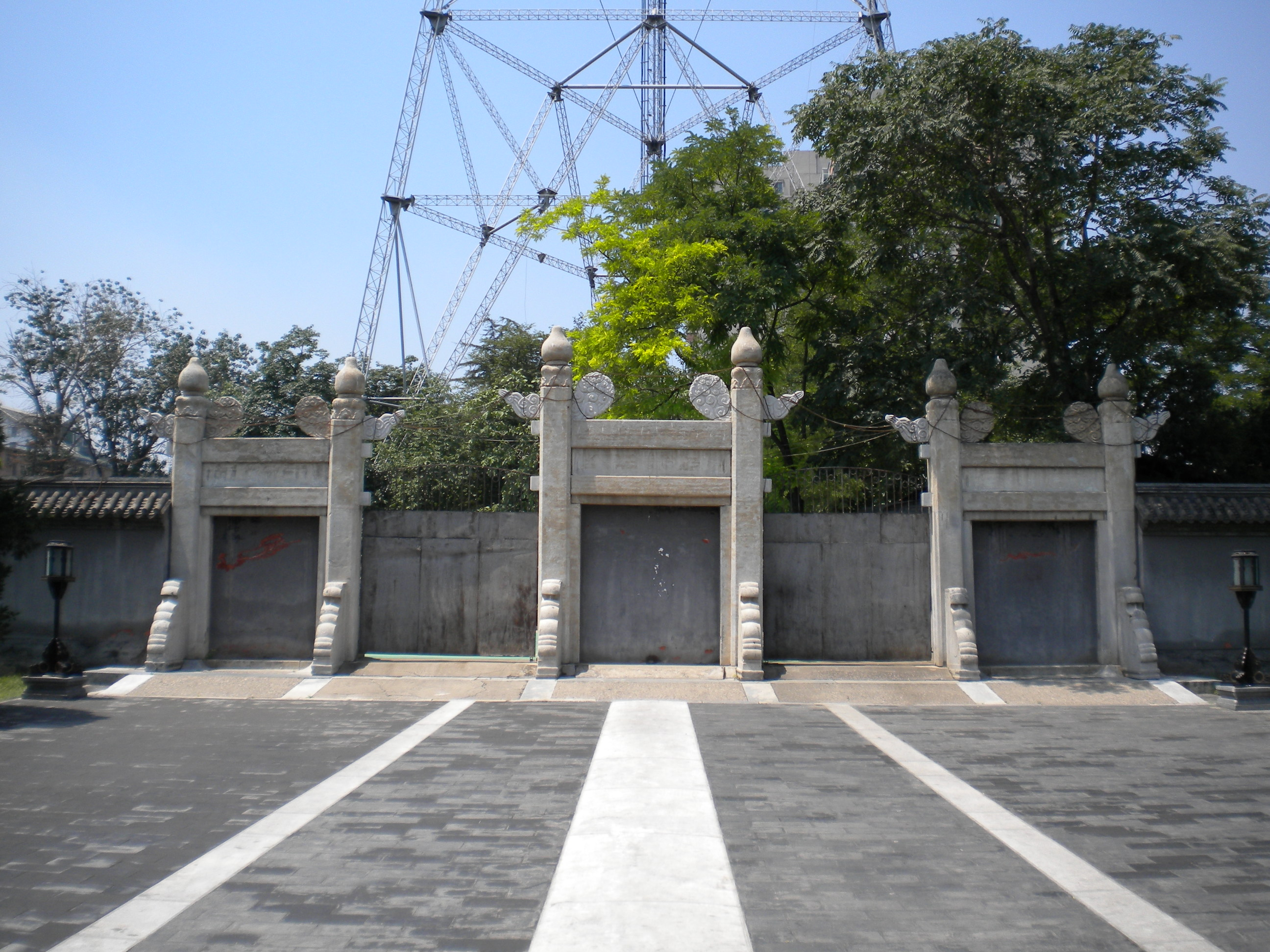
正東欞星門と神道

月壇（げつだん）は中国北京市西城区に位置し、明・清両代の皇帝が月神を祀ったところ。月壇は明嘉靖年間に建てられた。全国重点文物保護単位である。